# Paz de Calias
La Paz de Calias se estableció alrededor del año 448 a. C. entre la Liga de Delos (dirigida por Atenas) y el Imperio persa, dando por finalizadas las guerras médicas.

## Características
La paz fue negociada por el político ateniense Calias. Persia seguía perdiendo territorio en manos de los griegos desde el fin de las invasiones de Jerjes I en 479 a. C., y para el año 450 estaban listos para establecer la paz.
La Paz de Calias otorgó autonomía a los Estados jónicos del Asia Menor, prohibió el asentamiento de gobernadores de provincias persas en la costa del mar Egeo, y prohibió la navegación de barcos persas por este mar. Atenas se comprometió a no interferir con las posesiones persas en Asia Menor, Chipre o Egipto.
Es posible que este tratado jamás haya existido oficialmente. Tucídides nunca lo mencionó y Plutarco sostuvo que, o se firmó tras la batalla del Eurimedonte (466 a. C.) o jamás se firmó.

## Consecuencias
De cualquier manera, parece que hubo algún tipo de acuerdo con el cual se frenaron las hostilidades con Persia, y que permitió que Atenas lidiara con las nuevas amenazas emanadas de otros estados griegos como Corinto y Tebas. Dichos conflictos surgieron cuando los otros griegos comenzaron a sentir que no había justificación alguna para la Liga de Delos (que se había desarrollado basándose en la Liga del Peloponeso creada por los Espartanos para hacer frente a la invasión de Jerjes II; y que tenía carácter temporal, hasta que los enfrentamientos con los persas acabasen), ya que Persia no constituía una amenaza.
Dado que Atenas demandaba más y más tributos, y ejercía un mayor control sobre sus aliados, la Liga se convirtió en un verdadero imperio, y muchos de los antiguos aliados de Atenas comenzaron a rebelarse. A pesar de que Calias fue también responsable de la paz con Esparta en el año 445 a. C. aproximadamente, paz que debía durar treinta años, la creciente amenaza ateniense desembocaría finalmente en la guerra del Peloponeso.
No hubo ninguna batalla directa entre griegos y persas posterior al 450, pero Persia continuó entrometiéndose en cuestiones griegas durante los siguientes veinte años, y su ayuda fue decisiva en asegurarle a Esparta la victoria en la guerra del Peloponeso.